# Lachla
Lachla (ros. Ляхля) – wieś w Rosji, w Dagestanie, w rejonie chiwskim. W 2010 liczyła 612 mieszkańców, głównie Tabasaranów.